# Радовка (Переволоцький район)
Ра́довка (рос. Радовка) — село у складі Переволоцького району Оренбурзької області, Росія.

## Палеонтологія
У відкладах раннього тріасового періоду (нижній оленецький ярус) Радовки знайдено викопний зразок темноспондила бентозуха (Benthosuchus).

## Населення
Населення — 252 особи (2010; 254 у 2002).
Національний склад (станом на 2002 рік):
- росіяни — 58 %